# Taygetis larua
Taygetis larua är en fjärilsart som beskrevs av Felder 1867. Taygetis larua ingår i släktet Taygetis och familjen praktfjärilar. Inga underarter finns listade i Catalogue of Life.